# Percy Jones
Percy Jones (n. 1947) este un basist galez care a fost membru al trupei Brand X din 1974 până în 1980 dar și în intervalul 1992 - 1997. În prezent este basist în formația de jazz/fusion Tunnels alături de bateristul Walker Adams și de Marc Wagnon.
Colaborator al formației Soft Machine.